# Musée alpin suisse
Le musée alpin suisse est un musée consacré aux Alpes suisses situé dans la ville de Berne, en Suisse.

## Histoire
Le musée alpin suisse a été fondé en 1905 par la section bernoise du club alpin suisse. Tout d'abord situé dans une ancienne auberge, il est transféré dans son bâtiment actuel sur l'Helvetiaplatz en 1933 ; ce bâtiment, construit par les architectes Klauser et Streit dans un style Nouvelle Objectivité, a été totalement rénové entre 1990 et 1993.
Depuis 1933, le musée est contrôlé par une fondation dirigée par le club alpin suisse, l'université de Berne, l'office fédéral de l'environnement et l'office de la culture du canton de Berne. Son budget annuel d'environ 1,8 million de francs est assuré à 60 % environ par des subventions publiques. En 2008, le financement de l'institution a été âprement discuté entre les différentes agences fédérales et cantonales, remettant même en cause son existence ; c'est finalement l'Assemblée fédérale qui est intervenue pour régler le différend.
Le musée est inscrit comme bien culturel suisse d'importance nationale.

## Collections
Le musée alpin suisse présente des collections concernant la géologie, la tectonique, la glaciologie, la météorologie, la flore, la faune, la cartographie, l'agriculture, le folklore, l'alpinisme, le tourisme, les activités sportives et la protection des Alpes suisses. Il possède également une collection d'arts visuels sur le même sujet. Au total, les collections se montent à 20 000 objets, 160 000 photographies, 600 imprimés et 180 peintures d'artistes.

## Sources
- (en) Cet article est partiellement ou en totalité issu de l’article de Wikipédia en anglais intitulé « Swiss Alpine Museum » (voir la liste des auteurs).